# Supermercados Avenida
Supermercados Avenida é uma rede de supermercados de Assis, no Vale Paranapanema paulista criada em 1947 por Durvalino Binato e possuí hoje cerca de 39 lojas espalhadas pela região oeste do estado de São Paulo e com um centro de distribuição em Cândido Mota e um faturamento de 800 milhões de reais em 2021 quando foi comprado pela Plurix.
Em 2024 junto com outras marcas da Plurix, colocaram o grupo entre os 20 maiores varejistas do Brasil.
A compra também incluiu o Casa Avenida Transportes que realiza o transporte de mercadorias e em certos mercados possui sobreposição de controladora como Assis, Ourinhos, Presidente Prudente e Lins onde co-existem lojas do Supermercados Avenida e Supermercados Amigão sendo todas elas contratadas pela Plurix.
Apesar de Assis ser seu maior mercado consumidor, atingindo uma região imediata de mais de 250 mil habitantes, o Avenida sofre ampla concorrência com redes como Pão de Açúcar, São Judas Tadeu, MAX Atacadista e Atacadão.
A rede possui a marca Nida que é um whitelabel de diversos produtos de maneira similar ao Qualitá da rede Pão de Açúcar, além do Cartão Avenida que concede descontos, o clube de descontos chamado de Clube Avenida, postos Avenida em algumas unidades selecionadas também está disponível. Algumas lojas dispõem de lojas diversas em seu interior como lanchonetes e serviços para o dia-dia como serviços de aspiração para  carro, lavanderia de roupas, o Boticário e sorvetes McDonald's
Anteriormente a rede utilizou em algumas praças a marca Vitória após a compra do Supermercados Barateira em Assis, existiu em Tupã uma loja com este nome e em 2013 as marcas foram finalmente unificadas

## Cidades de atuação

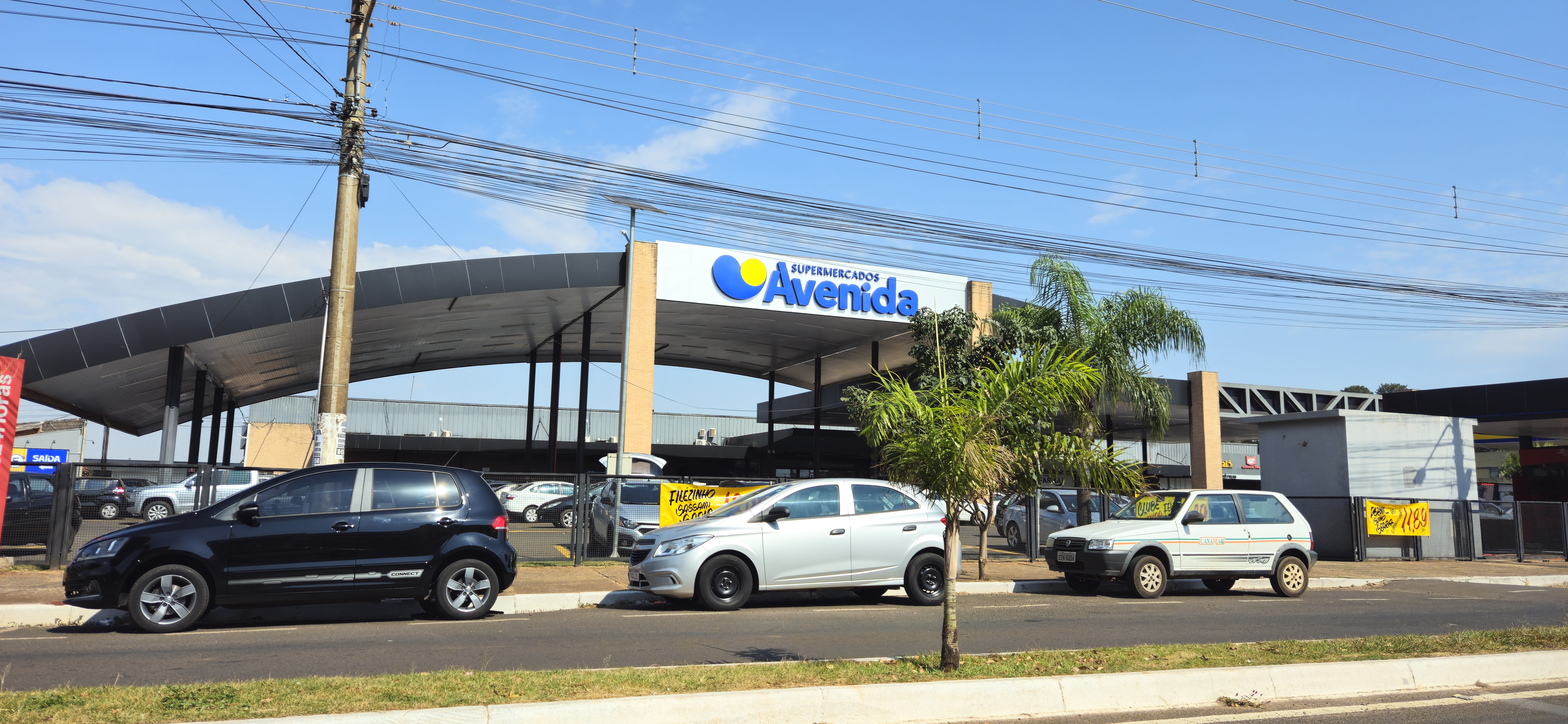
Fachada parcial da unidade Max em Assis

Segundo o site da própria empresa, o Supermercados Avenida em 2025 estava disponível em 17 cidades do estado de São Paulo como: Assis (5 lojas), Cândido Mota (2 lojas), Dracena (4 lojas), Echaporã (1 loja), Garça (1 loja), Ibitinga (1 loja), Junqueirópolis (1 loja), Lençóis Paulista (3 lojas), Lins (2 lojas), Maracaí (1 loja), Martinópolis (1 loja), Ourinhos (4 lojas), Palmital (1 loja), Paraguaçu Paulista (1 loja), Pirapozinho (1 loja), Piratininga (1 loja), Presidente Epitácio (1 loja), Presidente Prudente (2 lojas), Presidente Venceslau (1 loja), Rancharia (1 loja), Santa Cruz do Rio Pardo (1 loja), Tarumã (1 loja), Tupã (1 loja) e Tupi Paulista (1 loja).
Algumas lojas permitem fazer entregas por meio de compra online como Assis, Ourinhos, Presidente Prudente, Lins e Cândido Mota
Chegou a ter unidades no Paraná até 2018 em Bandeirantes e Santo Antônio da Platina